# Domnall Mor O'Brien
Domnall Mór mac Toirdhelbach Ua Briain dernier roi de Munster (1168-1194).

## Biographie
Domnall Mor est le troisième des fils de Toirdhelbach mac Diarmata Ua Briain, roi de Munster (1142-1167) et de de Sadb, fille de Donnchad mac Gilla Pátraic, roi Osraige. Il accède au trône en 1168, après la mort de son frère aîné Muirchertach mac Toirdhelbach, roi de Munster (1167-1168) tué à l’instigation de leur cousin Conchobar mac Muirchertach Ua Briain (mort en 1168) et après avoir fait arracher les yeux en 1169 à son frère puiné Brian de Slieve Bloom.
La même année, il entre en conflit avec l’Ard ri Érenn Ruaidri Ua Conchobair et doit lui payer un tribut de 300 vaches.
En 1175, après avoir défait les Anglo-Normands à la bataille de Thurles (Comté de Tipperary), il conforte son pouvoir en faisant aveugler également deux de ses cousins : Diarmaid mac Taidgh Ua Briain et Mathgamain mac Toirdhelbeach Ua Briain à Caislen Ui Chonaing (Comté de Limerick). Il est provisoirement chassé du Thomond par l’Ard ri Érenn la même année.
En 1176, il chasse les Anglo-Normands de Limerick, et en 1185, lorsque le roi Jean d'Angleterre intervient en Irlande, il les défait de nouveau lorsque ce dernier réalise une expédition de pillage d’Ardfinnan, sur la rivière Suir, vers le Thomond. La même année, il fait aveugler son dernier frère, Diarmaid. En 1188, il aide les hommes du Connaught commandés par Conchobar Moenmboighe Ua Conchobair à vaincre John de Courcy dans les Monts Curlew.
En 1193 les Anglo-Normands ravagent le Clare ; en représailles, il pille leurs possessions en Ossory. Bien que Domnall Mor ait souvent combattu avec succès les Anglo-Normands, il s'était soumis à Henri II d'Angleterre en 1171 à Cashel, et une partie de ses territoires avaient été inféodée de son vivant à Philippe de Braosa, Lord Deputy d'Irlande en 1184.
Domnall Mor, dernier roi de Munster, meurt en 1194 selon les Annales d'Ulster.

## Union et descendance
De son épouse Orlacan, fille de Diarmait MacMurrough, il laisse plusieurs fils qui engageront entre eux et avec leur cousin Muichertach, le fils de Brian de Slieve Bloom, une lutte sanglante pour sa succession dans le Thomond, dans laquelle interviendront les Anglo-Normands sollicités par les prétendants
- Muirchertach Finn († 1241) roi de Thomond de 1194 à 1198 puis de 1203 à 1208/1210 (aveuglé en 1208)
- Conchobar Ruad († 1203), roi de Thomond en 1198-1203 ;
- Donnchadh Cairbreach
- Domnall Connachtach
- Muirchertach Dall

## Sources
- (en) Art Cosgrove (sous la direction de), Medieval Ireland 1169-1534, Oxford, Oxford University Press, coll. « A New History of Ireland » (no 2), 2008, 1004 p. (ISBN 978019 9539703), p. 12,27,31,32,44,72,82,88,103,105,106,109,110,112,113,114,117,123,124,128,129,130,743,760
- (en) Goddard Henry Orpen (Introduction de Seán Duffy), Ireland under the Normands 1169-1333, vol. I&II, Dublin, Four Courts Press (réédition), 2005, 633 p. (ISBN 9781846828188), p. 74,172,177,178,224,235,332,333,353,354,357;116,145̠,146,148,149